# Paragaleus pectoralis
Espèce
Répartition géographique
Statut de conservation UICN

 DD  : Données insuffisantes
Paragaleus pectoralis (nom commun Milandre jaune) est une espèce de requins de la famille des Hemigaleidae.

## Distribution
Cette espèce se rencontre dans l'Atlantique Est, généralement entre 30 et 70 m de profondeur (voire jusqu'à 100 m). Il s'observe le long des côtes du Cap-Vert et de la Mauritanie (parfois jusqu'au Maroc) jusqu'à celles du nord de la Namibie. Des observations, non vérifiées, font état de sa présence dans l'Atlantique Nord-Ouest, notamment en Nouvelle-Angleterre.

## Description
Paragaleus pectoralis mesure jusqu'à 140 cm. Son dos est gris clair ou bronze avec des rayures jaunes longitudinales ; son ventre est blanc.